# André Labatut
André Labatut, född 18 juli 1891 i Bordeaux, död 30 september 1977 i Bordeaux, var en fransk fäktare.
Labatut blev olympisk guldmedaljör i florett och värja vid sommarspelen 1924 i Paris.